# Champions Cup 2022-2023
Coupe d'Europe de rugby à XV 2022-2023
Navigation
Édition précédente Édition suivante
La Champions Cup 2022-2023 (ou par habitude Coupe d'Europe de rugby à XV 2022-2023), oppose pour sa 28e édition vingt-quatre équipes anglaises, écossaises, françaises, galloises, irlandaises et sud-africaines.
Le format de l'édition précédente est reconduit : les équipes sont réparties en deux poules de douze et s'affrontent partiellement, sur quatre matchs. Les meilleures sont ensuite qualifiées pour une phase à élimination directe à partir des huitièmes de finale.
Pour la première fois dans l'histoire de la compétition, des équipes sud-africaines membres du United Rugby Championship participent aux côtés des clubs européens.
La compétition se déroule du 9 décembre 2022 au 20 mai 2023. La finale, à l'Aviva Stadium de Dublin, voit le Stade rochelais remporter la compétition pour la deuxième année consécutive en battant le Leinster 27-26.

## Présentation

### Équipes en compétition
Vingt quatre équipes sont qualifiées selon leurs performances durant la saison précédente.
- Les équipes classées de la 1re à la 8e position du Premiership
- Les équipes classées de la 1re à la 8e place de Top 14
- Les quatre équipes premières de poule ainsi que les quatre équipes les mieux classées au classement général du United Rugby Championship.

À noter que les vainqueurs des éditions 2021-2022 de la Coupe d'Europe et du Challenge européen sont prioritairement qualifiés pour cette édition s'ils ne le sont pas déjà grâce à leur ligue. En tant que vainqueur du Challenge européen 2021-2022, le Lyon OU accède à la compétition à la place du RC Toulon, pourtant classé huitième de la saison régulière du Top 14 2021-2022. C'est la deuxième fois consécutive que le RC Toulon perd sa place pour la Champions Cup de la sorte.
Les équipes qualifiées pour l'édition 2022-2023, dans leur classement d'entrée, sont les suivants :
| 1. Leicester Tigers Ch 2. Saracens 3. Harlequins 4. Northampton Saints 5. Gloucester Rugby 6. Sale Sharks 7. Exeter Chiefs 8. London Irish | 1. Montpellier HR Ch 2. Castres olympique 3. Union Bordeaux Bègles 4. Stade toulousain 5. Stade rochelais T 6. Racing 92 7. ASM Clermont Auvergne 8. Lyon OU C2 | 1. Stormers Ch 2. Bulls 3. Leinster Rugby 4. Ulster Rugby 5. Sharks 6. Munster Rugby 7. Édimbourg Rugby 8. Ospreys |

T : Tenant du titre

Ch : Champion national

C2 : Vainqueur du Challenge européen 2021-2022

### Calendrier
Le 10 mai 2022, l'European Professional Club Rugby annonce les dates prévisionnelles pour la saison 2022-2023. Ces dernières sont officiellement confirmées le 21 juillet 2022.
| Nom                                           | Date                                                                                     | Équipes participantes |
| --------------------------------------------- | ---------------------------------------------------------------------------------------- | --------------------- |
| Phase de poules Tirage au sort : 28 juin 2022 |                                                                                          |                       |
| Journée 1 Journée 2 Journée 3 Journée 4       | 9/10/11 décembre 2022 16/17/18 décembre 2022 13/14/15 janvier 2023 20/21/22 janvier 2023 | 24                    |
| Phase éliminatoire                            |                                                                                          |                       |
| Huitièmes de finale                           | 31 mars 1er/2 avril 2023                                                                 | 16                    |
| Quarts de finale                              | 7/8/9 avril 2023                                                                         | 8                     |
| Demi-finale                                   | 28/29/30 avril 2023                                                                      | 4                     |
| Finale                                        | 20 mai 2023                                                                              | 2                     |

## Phases de poules

### Tirage au sort
Les équipes participantes sont réparties en quatre chapeaux. Chacun d'eux comporte deux équipes de chaque ligue et répartissent les clubs en fonction de leur classement d'entrée dans la compétition,.
Le tirage au sort a lieu le 28 juillet 2022, à 13 heures, à l'Aviva Stadium de Dublin, en Irlande. Le calendrier des rencontres est déterminé selon le chapeau et la poule des équipes. Les équipes de chaque catégorie (par exemple, chapeau 1 - Premiership) sont réparties en deux poules A et B.
| Chapeau   | Premiership                   | Top 14                                 | United Rugby Championship   |
| --------- | ----------------------------- | -------------------------------------- | --------------------------- |
| Chapeau 1 | Leicester Tigers Ch Saracens  | Montpellier HR Ch Castres olympique    | Stormers Ch Bulls           |
| Chapeau 2 | Harlequins Northampton Saints | Union Bordeaux Bègles Stade toulousain | Leinster Rugby Ulster Rugby |
| Chapeau 3 | Gloucester Rugby Sale Sharks  | Stade rochelais T Racing 92            | Sharks Munster Rugby        |
| Chapeau 4 | Exeter Chiefs London Irish    | ASM Clermont Auvergne Lyon OU C2       | Édimbourg Rugby Ospreys     |

T : Tenant du titre

Ch : Champion national

C2 : Vainqueur du Challenge européen 2021-2022

### Format et règlement
La première phase de la compétition voit les équipes disputer quatre matchs de classement contre deux équipes de leur poule en matchs « aller/retour ». Les équipes de chapeau 1 et 4 s'affrontent tout comme les équipes de chapeau 2 et 3, sans jamais affronter le club du même championnat domestique.
| Poule A : - Bulls : Lyon OU, Exeter Chiefs - Castres olympique : Exeter Chiefs, Édimbourg Rugby - Saracens : Lyon OU, Édimbourg Rugby - Union Bordeaux Bègles : Gloucester Rugby, Sharks - Harlequins : Racing 92, Sharks - Leinster Rugby : Gloucester Rugby, Racing 92 - Racing 92 : Harlequins, Leinster Rugby - Gloucester Rugby : Union Bordeaux Bègles, Leinster Rugby - Sharks : Union Bordeaux Bègles, Gloucester Rugby - Lyon OU : Bulls, Saracens - Exeter Chiefs : Bulls, Castres olympique - Édimbourg Rugby : Castres olympique, Saracens | Poule B : - Montpellier HR : London Irish, Ospreys - Leicester Tigers : ASM Clermont Auvergne, Ospreys - Stormers : ASM Clermont Auvergne, London Irish - Stade toulousain : Munster Rugby, Sale Sharks - Northampton Saints : Stade rochelais, Munster Rugby - Ulster Rugby : Stade rochelais, Sale Sharks - Stade rochelais : Northampton Saints, Ulster Rugby - Sale Sharks : Stade toulousain, Ulster Rugby - Munster Rugby : Stade toulousain, Northampton Saints - ASM Clermont Auvergne : Leicester Tigers, Stormers - London Irish : Montpellier HR, Stormers - Ospreys : Leicester Tigers, Montpellier HR |

À l'issue de la première phase, les huit premières formations de chacune des poules se qualifient pour les huitième de finale, tandis que les équipes classées 9e et 10e sont reversées en huitièmes de finale de Challenge Cup.
Les classements sont établis en suivant les règles suivantes :
- 4 points de classement pour une victoire ;
- 2 points de classement pour un match nul ;
- 1 point de classement de bonus si l'équipe inscrit 4 essais ou plus ;
- 1 point de classement de bonus si l'équipe perd de 7 points ou moins.

En cas d'égalité au classement entre une ou plusieurs équipes, comptent, dans l'ordre :
1. la meilleure différence de points ;
2. le nombre d'essais inscrits ;
3. le nombre de joueurs suspendus pour des incidents disciplinaires, par ordre croissant.

Si l'égalité est toujours constatée, un tirage au sort est réalisé entre les équipes concernées.

### Matchs et classements
Les matchs de la phase de poule se déroulent durant quatre week-ends du 9 décembre 2022 au 22 janvier 2023.
Légende des classements
T : Tenant du titre
- Qualification en huitième de finale
- Équipe reversée en huitième de finale de Challenge Cup

Légende des résultats
- Victoire de l'équipe à domicile
- Match nul
- Victoire de l'équipe en déplacement

#### Poule A
| Rang | Club                  | J | V | N | D | Bo | Bd | Pm  | Pe  | Diff | Pts |
| ---- | --------------------- | - | - | - | - | -- | -- | --- | --- | ---- | --- |
| 1    | Leinster              | 4 | 4 | 0 | 0 | 4  | 0  | 142 | 34  | +108 | 20  |
| 2    | Exeter Chiefs         | 4 | 3 | 0 | 1 | 3  | 1  | 139 | 68  | +71  | 16  |
| 3    | Sharks                | 4 | 3 | 0 | 1 | 3  | 0  | 119 | 89  | +30  | 15  |
| 4    | Saracens              | 4 | 3 | 0 | 1 | 2  | 1  | 120 | 94  | +26  | 15  |
| 5    | Édimbourg Rugby       | 4 | 3 | 0 | 1 | 2  | 1  | 111 | 85  | +26  | 15  |
| 6    | Harlequins            | 4 | 2 | 0 | 2 | 3  | 1  | 113 | 108 | +5   | 12  |
| 7    | Bulls                 | 4 | 2 | 0 | 2 | 2  | 0  | 102 | 139 | -37  | 10  |
| 8    | Gloucester Rugby      | 4 | 2 | 0 | 2 | 1  | 0  | 62  | 140 | -78  | 9   |
| 9    | Lyon OU               | 4 | 1 | 0 | 3 | 3  | 1  | 115 | 125 | -10  | 8   |
| 10   | Racing 92             | 4 | 1 | 0 | 3 | 0  | 1  | 60  | 119 | -59  | 5   |
| 11   | Union Bordeaux Bègles | 4 | 0 | 0 | 4 | 0  | 2  | 53  | 99  | -46  | 2   |
| 12   | Castres olympique     | 4 | 0 | 0 | 4 | 0  | 0  | 56  | 121 | -65  | 0   |

| Résultats (▼dom., ►ext.) | CAS   | SAR   | BUL   | LOU   | EXE   | EDI   |
| Castres olympique        | —     | —     | —     | —     | 12-27 | 21-34 |
| Saracens                 | —     | —     | —     | 48-28 | —     | 30-26 |
| Bulls                    | —     | —     | —     | 42-36 | 39-28 | —     |
| Lyon OU                  | —     | 20-28 | 31-7  | —     | —     | —     |
| Exeter Chiefs            | 40-3  | —     | 44-14 | —     | —     | —     |
| Édimbourg Rugby          | 31-20 | 20-14 | —     | —     | —     | —     |

| Résultats (▼dom., ►ext.) | UBB   | HAR   | LEI   | R92   | GLO   | SHA   |
| Union Bordeaux Bègles    | —     | —     | —     | —     | 17-26 | 16-19 |
| Harlequins               | —     | —     | —     | 14-10 | —     | 39-29 |
| Leinster Rugby           | —     | —     | —     | 36-10 | 57-0  | —     |
| Racing 92                | —     | 30-29 | 10-42 | —     | —     | —     |
| Gloucester Rugby         | 22-17 | —     | 14-49 | —     | —     | —     |
| Sharks                   | 32-3  | 39-31 | —     | —     | —     | —     |

#### Poule B
| Rang | Club               | J | V | N | D | Bo | Bd | Pm  | Pe  | Diff | Pts |
| ---- | ------------------ | - | - | - | - | -- | -- | --- | --- | ---- | --- |
| 1    | Stade rochelais T  | 4 | 4 | 0 | 0 | 2  | 0  | 120 | 57  | +63  | 18  |
| 2    | Stade toulousain   | 4 | 4 | 0 | 0 | 1  | 0  | 110 | 53  | +57  | 17  |
| 3    | Stormers           | 4 | 3 | 0 | 1 | 3  | 0  | 106 | 68  | +38  | 15  |
| 4    | Leicester Tigers   | 4 | 3 | 0 | 1 | 1  | 1  | 116 | 89  | +27  | 14  |
| 5    | Ospreys            | 4 | 3 | 0 | 1 | 1  | 1  | 100 | 88  | +12  | 14  |
| 6    | Munster            | 4 | 2 | 0 | 2 | 0  | 2  | 73  | 67  | +6   | 10  |
| 7    | Montpellier HR     | 4 | 1 | 1 | 2 | 2  | 1  | 92  | 104 | -12  | 9   |
| 8    | Ulster             | 4 | 1 | 0 | 3 | 1  | 2  | 54  | 93  | -39  | 7   |
| 9    | ASM Clermont       | 4 | 1 | 0 | 3 | 1  | 1  | 85  | 111 | -26  | 6   |
| 10   | Sale Sharks        | 4 | 1 | 0 | 3 | 1  | 0  | 74  | 94  | -20  | 5   |
| 11   | London Irish       | 4 | 0 | 1 | 3 | 0  | 1  | 76  | 115 | -39  | 3   |
| 12   | Northampton Saints | 4 | 0 | 0 | 4 | 0  | 1  | 54  | 121 | -67  | 1   |

| Résultats (▼dom., ►ext.) | MHR   | LEI   | STO   | ASM   | LON   | OSP   |
| Montpellier HR           | —     | —     | —     | —     | 21-21 | 10-21 |
| Leicester Tigers         | —     | —     | —     | 23-16 | —     | 26-27 |
| Stormers                 | —     | —     | —     | 30-16 | 34-14 | —     |
| ASM Clermont Auvergne    | —     | 29-44 | 24-14 | —     | —     | —     |
| London Irish             | 27-32 | —     | 14-28 | —     | —     | —     |
| Ospreys                  | 35-29 | 17-23 | —     | —     | —     | —     |

| Résultats (▼dom., ►ext.) | TOU   | NOR   | ULS  | LAR   | SAL   | MUN   |
| Stade toulousain         | —     | —     | —    | —     | 45-19 | 20-16 |
| Northampton Saints       | —     | —     | —    | 13-31 | —     | 6-17  |
| Ulster Rugby             | —     | —     | —    | 29-36 | 22-11 | —     |
| Stade rochelais          | —     | 46-12 | 7-3  | —     | —     | —     |
| Sale Sharks              | 5-27  | —     | 39-0 | —     | —     | —     |
| Munster Rugby            | 13-18 | 27-23 | —    | —     | —     | —     |

## Phase éliminatoire
La phase éliminatoire débute le week-end du 1er avril 2023 par des huitièmes de finale entre les seize équipes qualifiées durant la phase de poule.

### Tableau final
|  | Huitièmes de finale                                  | Huitièmes de finale                   | Huitièmes de finale                               | Huitièmes de finale                   |                  |                  | Quarts de finale                    | Quarts de finale                    | Quarts de finale                    | Quarts de finale                    |  |  | Demi-finales                         | Demi-finales                         | Demi-finales                         | Demi-finales                         |  |  | Finale                             | Finale                             | Finale                             | Finale                             |
|  |                                                      |                                       |                                                   |                                       |                  |                  |                                     |                                     |                                     |                                     |  |  |                                      |                                      |                                      |                                      |  |  |                                    |                                    |                                    |                                    |
|  | 1er avril 2023, Aviva Stadium, Dublin                | 1er avril 2023, Aviva Stadium, Dublin | 1er avril 2023, Aviva Stadium, Dublin             | 1er avril 2023, Aviva Stadium, Dublin |                  |                  | 7 avril 2023, Aviva Stadium, Dublin | 7 avril 2023, Aviva Stadium, Dublin | 7 avril 2023, Aviva Stadium, Dublin | 7 avril 2023, Aviva Stadium, Dublin |  |  | 29 avril 2023, Aviva Stadium, Dublin | 29 avril 2023, Aviva Stadium, Dublin | 29 avril 2023, Aviva Stadium, Dublin | 29 avril 2023, Aviva Stadium, Dublin |  |  | 20 mai 2023, Aviva Stadium, Dublin | 20 mai 2023, Aviva Stadium, Dublin | 20 mai 2023, Aviva Stadium, Dublin | 20 mai 2023, Aviva Stadium, Dublin |
|  | Leinster Rugby                                       | Leinster Rugby                        | 30                                                | 30                                    |                  |                  | 7 avril 2023, Aviva Stadium, Dublin | 7 avril 2023, Aviva Stadium, Dublin | 7 avril 2023, Aviva Stadium, Dublin | 7 avril 2023, Aviva Stadium, Dublin |  |  | 29 avril 2023, Aviva Stadium, Dublin | 29 avril 2023, Aviva Stadium, Dublin | 29 avril 2023, Aviva Stadium, Dublin | 29 avril 2023, Aviva Stadium, Dublin |  |  | 20 mai 2023, Aviva Stadium, Dublin | 20 mai 2023, Aviva Stadium, Dublin | 20 mai 2023, Aviva Stadium, Dublin | 20 mai 2023, Aviva Stadium, Dublin |
|  | Leinster Rugby                                       | Leinster Rugby                        | 30                                                | 30                                    |                  |                  | 7 avril 2023, Aviva Stadium, Dublin | 7 avril 2023, Aviva Stadium, Dublin | 7 avril 2023, Aviva Stadium, Dublin | 7 avril 2023, Aviva Stadium, Dublin |  |  | 29 avril 2023, Aviva Stadium, Dublin | 29 avril 2023, Aviva Stadium, Dublin | 29 avril 2023, Aviva Stadium, Dublin | 29 avril 2023, Aviva Stadium, Dublin |  |  | 20 mai 2023, Aviva Stadium, Dublin | 20 mai 2023, Aviva Stadium, Dublin | 20 mai 2023, Aviva Stadium, Dublin | 20 mai 2023, Aviva Stadium, Dublin |
|  | Ulster Rugby                                         | Ulster Rugby                          | 15                                                | 15                                    |                  |                  | 7 avril 2023, Aviva Stadium, Dublin | 7 avril 2023, Aviva Stadium, Dublin | 7 avril 2023, Aviva Stadium, Dublin | 7 avril 2023, Aviva Stadium, Dublin |  |  | 29 avril 2023, Aviva Stadium, Dublin | 29 avril 2023, Aviva Stadium, Dublin | 29 avril 2023, Aviva Stadium, Dublin | 29 avril 2023, Aviva Stadium, Dublin |  |  | 20 mai 2023, Aviva Stadium, Dublin | 20 mai 2023, Aviva Stadium, Dublin | 20 mai 2023, Aviva Stadium, Dublin | 20 mai 2023, Aviva Stadium, Dublin |
|  | Ulster Rugby                                         | Ulster Rugby                          | 15                                                | 15                                    | Leinster Rugby   | Leinster Rugby   | 55                                  | 55                                  |                                     |                                     |  |  | 29 avril 2023, Aviva Stadium, Dublin | 29 avril 2023, Aviva Stadium, Dublin | 29 avril 2023, Aviva Stadium, Dublin | 29 avril 2023, Aviva Stadium, Dublin |  |  | 20 mai 2023, Aviva Stadium, Dublin | 20 mai 2023, Aviva Stadium, Dublin | 20 mai 2023, Aviva Stadium, Dublin | 20 mai 2023, Aviva Stadium, Dublin |
|  | 31 mars 2023, Mattioli Woods Welford Road, Leicester |                                       |                                                   |                                       | Leinster Rugby   | Leinster Rugby   | 55                                  | 55                                  |                                     |                                     |  |  | 29 avril 2023, Aviva Stadium, Dublin | 29 avril 2023, Aviva Stadium, Dublin | 29 avril 2023, Aviva Stadium, Dublin | 29 avril 2023, Aviva Stadium, Dublin |  |  | 20 mai 2023, Aviva Stadium, Dublin | 20 mai 2023, Aviva Stadium, Dublin | 20 mai 2023, Aviva Stadium, Dublin | 20 mai 2023, Aviva Stadium, Dublin |
|  |                                                      |                                       | Leicester Tigers                                  | Leicester Tigers                      | 24               | 24               |                                     |                                     |                                     |                                     |  |  | 29 avril 2023, Aviva Stadium, Dublin | 29 avril 2023, Aviva Stadium, Dublin | 29 avril 2023, Aviva Stadium, Dublin | 29 avril 2023, Aviva Stadium, Dublin |  |  | 20 mai 2023, Aviva Stadium, Dublin | 20 mai 2023, Aviva Stadium, Dublin | 20 mai 2023, Aviva Stadium, Dublin | 20 mai 2023, Aviva Stadium, Dublin |
|  | Leicester Tigers                                     | Leicester Tigers                      | Leicester Tigers                                  | Leicester Tigers                      | 24               | 24               | 16                                  | 16                                  |                                     |                                     |  |  | 29 avril 2023, Aviva Stadium, Dublin | 29 avril 2023, Aviva Stadium, Dublin | 29 avril 2023, Aviva Stadium, Dublin | 29 avril 2023, Aviva Stadium, Dublin |  |  | 20 mai 2023, Aviva Stadium, Dublin | 20 mai 2023, Aviva Stadium, Dublin | 20 mai 2023, Aviva Stadium, Dublin | 20 mai 2023, Aviva Stadium, Dublin |
|  | Leicester Tigers                                     | Leicester Tigers                      | 8 avril 2023, Stade Ernest-Wallon, Toulouse       |                                       |                  |                  | 16                                  | 16                                  |                                     |                                     |  |  | 29 avril 2023, Aviva Stadium, Dublin | 29 avril 2023, Aviva Stadium, Dublin | 29 avril 2023, Aviva Stadium, Dublin | 29 avril 2023, Aviva Stadium, Dublin |  |  | 20 mai 2023, Aviva Stadium, Dublin | 20 mai 2023, Aviva Stadium, Dublin | 20 mai 2023, Aviva Stadium, Dublin | 20 mai 2023, Aviva Stadium, Dublin |
|  | Édimbourg Rugby                                      | Édimbourg Rugby                       | 6                                                 | 6                                     |                  |                  |                                     |                                     |                                     |                                     |  |  | 29 avril 2023, Aviva Stadium, Dublin | 29 avril 2023, Aviva Stadium, Dublin | 29 avril 2023, Aviva Stadium, Dublin | 29 avril 2023, Aviva Stadium, Dublin |  |  | 20 mai 2023, Aviva Stadium, Dublin | 20 mai 2023, Aviva Stadium, Dublin | 20 mai 2023, Aviva Stadium, Dublin | 20 mai 2023, Aviva Stadium, Dublin |
|  | Édimbourg Rugby                                      | Édimbourg Rugby                       | 6                                                 | 6                                     | Leinster Rugby   | Leinster Rugby   | 41                                  | 41                                  |                                     |                                     |  |  |                                      |                                      |                                      |                                      |  |  | 20 mai 2023, Aviva Stadium, Dublin | 20 mai 2023, Aviva Stadium, Dublin | 20 mai 2023, Aviva Stadium, Dublin | 20 mai 2023, Aviva Stadium, Dublin |
|  | 2 avril 2023, Le Stadium, Toulouse                   |                                       |                                                   |                                       | Leinster Rugby   | Leinster Rugby   | 41                                  | 41                                  |                                     |                                     |  |  |                                      |                                      |                                      |                                      |  |  | 20 mai 2023, Aviva Stadium, Dublin | 20 mai 2023, Aviva Stadium, Dublin | 20 mai 2023, Aviva Stadium, Dublin | 20 mai 2023, Aviva Stadium, Dublin |
|  |                                                      |                                       | Stade toulousain                                  | Stade toulousain                      | 22               | 22               |                                     |                                     |                                     |                                     |  |  |                                      |                                      |                                      |                                      |  |  | 20 mai 2023, Aviva Stadium, Dublin | 20 mai 2023, Aviva Stadium, Dublin | 20 mai 2023, Aviva Stadium, Dublin | 20 mai 2023, Aviva Stadium, Dublin |
|  | Stade toulousain                                     | Stade toulousain                      | Stade toulousain                                  | Stade toulousain                      | 22               | 22               | 33                                  | 33                                  |                                     |                                     |  |  |                                      |                                      |                                      |                                      |  |  | 20 mai 2023, Aviva Stadium, Dublin | 20 mai 2023, Aviva Stadium, Dublin | 20 mai 2023, Aviva Stadium, Dublin | 20 mai 2023, Aviva Stadium, Dublin |
|  | Stade toulousain                                     | Stade toulousain                      | 30 avril 2023, Matmut Atlantique, Bordeaux        |                                       |                  |                  | 33                                  | 33                                  |                                     |                                     |  |  |                                      |                                      |                                      |                                      |  |  | 20 mai 2023, Aviva Stadium, Dublin | 20 mai 2023, Aviva Stadium, Dublin | 20 mai 2023, Aviva Stadium, Dublin | 20 mai 2023, Aviva Stadium, Dublin |
|  | Bulls                                                | Bulls                                 | 9                                                 | 9                                     |                  |                  |                                     |                                     |                                     |                                     |  |  |                                      |                                      |                                      |                                      |  |  | 20 mai 2023, Aviva Stadium, Dublin | 20 mai 2023, Aviva Stadium, Dublin | 20 mai 2023, Aviva Stadium, Dublin | 20 mai 2023, Aviva Stadium, Dublin |
|  | Bulls                                                | Bulls                                 | 9                                                 | 9                                     | Stade toulousain | Stade toulousain | 54                                  | 54                                  |                                     |                                     |  |  |                                      |                                      |                                      |                                      |  |  | 20 mai 2023, Aviva Stadium, Dublin | 20 mai 2023, Aviva Stadium, Dublin | 20 mai 2023, Aviva Stadium, Dublin | 20 mai 2023, Aviva Stadium, Dublin |
|  | 1er avril 2023, Hollywoodbets Kings Park, Durban     |                                       |                                                   |                                       | Stade toulousain | Stade toulousain | 54                                  | 54                                  |                                     |                                     |  |  |                                      |                                      |                                      |                                      |  |  | 20 mai 2023, Aviva Stadium, Dublin | 20 mai 2023, Aviva Stadium, Dublin | 20 mai 2023, Aviva Stadium, Dublin | 20 mai 2023, Aviva Stadium, Dublin |
|  |                                                      |                                       | Sharks                                            | Sharks                                | 20               | 20               |                                     |                                     |                                     |                                     |  |  |                                      |                                      |                                      |                                      |  |  | 20 mai 2023, Aviva Stadium, Dublin | 20 mai 2023, Aviva Stadium, Dublin | 20 mai 2023, Aviva Stadium, Dublin | 20 mai 2023, Aviva Stadium, Dublin |
|  | Sharks                                               | Sharks                                | Sharks                                            | Sharks                                | 20               | 20               | 50                                  | 50                                  |                                     |                                     |  |  |                                      |                                      |                                      |                                      |  |  | 20 mai 2023, Aviva Stadium, Dublin | 20 mai 2023, Aviva Stadium, Dublin | 20 mai 2023, Aviva Stadium, Dublin | 20 mai 2023, Aviva Stadium, Dublin |
|  | Sharks                                               | Sharks                                | 9 avril 2023, Stade Marcel Deflandre, La Rochelle |                                       |                  |                  | 50                                  | 50                                  |                                     |                                     |  |  |                                      |                                      |                                      |                                      |  |  | 20 mai 2023, Aviva Stadium, Dublin | 20 mai 2023, Aviva Stadium, Dublin | 20 mai 2023, Aviva Stadium, Dublin | 20 mai 2023, Aviva Stadium, Dublin |
|  | Munster Rugby                                        | Munster Rugby                         | 35                                                | 35                                    |                  |                  |                                     |                                     |                                     |                                     |  |  |                                      |                                      |                                      |                                      |  |  | 20 mai 2023, Aviva Stadium, Dublin | 20 mai 2023, Aviva Stadium, Dublin | 20 mai 2023, Aviva Stadium, Dublin | 20 mai 2023, Aviva Stadium, Dublin |
|  | Munster Rugby                                        | Munster Rugby                         | 35                                                | 35                                    | Leinster Rugby   | Leinster Rugby   | 26                                  | 26                                  |                                     |                                     |  |  |                                      |                                      |                                      |                                      |  |  |                                    |                                    |                                    |                                    |
|  | 1er avril 2023, Stade Marcel Deflandre, La Rochelle  |                                       |                                                   |                                       | Leinster Rugby   | Leinster Rugby   | 26                                  | 26                                  |                                     |                                     |  |  |                                      |                                      |                                      |                                      |  |  |                                    |                                    |                                    |                                    |
|  |                                                      |                                       | Stade rochelais                                   | Stade rochelais                       | 27               | 27               |                                     |                                     |                                     |                                     |  |  |                                      |                                      |                                      |                                      |  |  |                                    |                                    |                                    |                                    |
|  | Stade rochelais                                      | Stade rochelais                       | Stade rochelais                                   | Stade rochelais                       | 27               | 27               | 29                                  | 29                                  |                                     |                                     |  |  |                                      |                                      |                                      |                                      |  |  |                                    |                                    |                                    |                                    |
|  | Stade rochelais                                      | Stade rochelais                       |                                                   |                                       |                  |                  |                                     | 29                                  |                                     |                                     |  |  |                                      |                                      |                                      |                                      |  |  |                                    |                                    |                                    |                                    |
|  | Gloucester Rugby                                     | Gloucester Rugby                      | 26                                                | 26                                    |                  |                  |                                     |                                     |                                     |                                     |  |  |                                      |                                      |                                      |                                      |  |  |                                    |                                    |                                    |                                    |
|  | Gloucester Rugby                                     | Gloucester Rugby                      | 26                                                | 26                                    | Stade rochelais  | Stade rochelais  | 24                                  | 24                                  |                                     |                                     |  |  |                                      |                                      |                                      |                                      |  |  |                                    |                                    |                                    |                                    |
|  | 2 avril 2023, StoneX Stadium, Barnet                 |                                       |                                                   |                                       | Stade rochelais  | Stade rochelais  | 24                                  | 24                                  |                                     |                                     |  |  |                                      |                                      |                                      |                                      |  |  |                                    |                                    |                                    |                                    |
|  |                                                      |                                       | Saracens                                          | Saracens                              | 10               | 10               |                                     |                                     |                                     |                                     |  |  |                                      |                                      |                                      |                                      |  |  |                                    |                                    |                                    |                                    |
|  | Saracens                                             | Saracens                              | Saracens                                          | Saracens                              | 10               | 10               | 35                                  | 35                                  |                                     |                                     |  |  |                                      |                                      |                                      |                                      |  |  |                                    |                                    |                                    |                                    |
|  | Saracens                                             | Saracens                              | 8 avril 2023, Sandy Park, Exeter                  |                                       |                  |                  | 35                                  | 35                                  |                                     |                                     |  |  |                                      |                                      |                                      |                                      |  |  |                                    |                                    |                                    |                                    |
|  | Ospreys                                              | Ospreys                               | 20                                                | 20                                    |                  |                  |                                     |                                     |                                     |                                     |  |  |                                      |                                      |                                      |                                      |  |  |                                    |                                    |                                    |                                    |
|  | Ospreys                                              | Ospreys                               | 20                                                | 20                                    | Stade rochelais  | Stade rochelais  | 47                                  | 47                                  |                                     |                                     |  |  |                                      |                                      |                                      |                                      |  |  |                                    |                                    |                                    |                                    |
|  | 2 avril 2023, Sandy Park, Exeter                     |                                       |                                                   |                                       | Stade rochelais  | Stade rochelais  | 47                                  | 47                                  |                                     |                                     |  |  |                                      |                                      |                                      |                                      |  |  |                                    |                                    |                                    |                                    |
|  |                                                      |                                       | Exeter Chiefs                                     | Exeter Chiefs                         | 28               | 28               |                                     |                                     |                                     |                                     |  |  |                                      |                                      |                                      |                                      |  |  |                                    |                                    |                                    |                                    |
|  | Exeter Chiefs                                        | Exeter Chiefs                         | Exeter Chiefs                                     | Exeter Chiefs                         | 28               | 28               | 33 (ap)                             | 33 (ap)                             |                                     |                                     |  |  |                                      |                                      |                                      |                                      |  |  |                                    |                                    |                                    |                                    |
|  | Exeter Chiefs                                        | Exeter Chiefs                         |                                                   |                                       |                  |                  |                                     | 33 (ap)                             |                                     |                                     |  |  |                                      |                                      |                                      |                                      |  |  |                                    |                                    |                                    |                                    |
|  | Montpellier HR                                       | Montpellier HR                        | 33                                                | 33                                    |                  |                  |                                     |                                     |                                     |                                     |  |  |                                      |                                      |                                      |                                      |  |  |                                    |                                    |                                    |                                    |
|  | Montpellier HR                                       | Montpellier HR                        | 33                                                | 33                                    | Exeter Chiefs    | Exeter Chiefs    | 42                                  | 42                                  |                                     |                                     |  |  |                                      |                                      |                                      |                                      |  |  |                                    |                                    |                                    |                                    |
|  | 1er avril 2023, DHL Stadium, Le Cap                  |                                       |                                                   |                                       | Exeter Chiefs    | Exeter Chiefs    | 42                                  | 42                                  |                                     |                                     |  |  |                                      |                                      |                                      |                                      |  |  |                                    |                                    |                                    |                                    |
|  |                                                      |                                       | Stormers                                          | Stormers                              | 17               | 17               |                                     |                                     |                                     |                                     |  |  |                                      |                                      |                                      |                                      |  |  |                                    |                                    |                                    |                                    |
|  | Stormers                                             | Stormers                              | Stormers                                          | Stormers                              | 17               | 17               | 32                                  | 32                                  |                                     |                                     |  |  |                                      |                                      |                                      |                                      |  |  |                                    |                                    |                                    |                                    |
|  | Stormers                                             | Stormers                              |                                                   |                                       |                  |                  |                                     | 32                                  |                                     |                                     |  |  |                                      |                                      |                                      |                                      |  |  |                                    |                                    |                                    |                                    |
|  | Harlequins                                           | Harlequins                            | 28                                                | 28                                    |                  |                  |                                     |                                     |                                     |                                     |  |  |                                      |                                      |                                      |                                      |  |  |                                    |                                    |                                    |                                    |
|  | Harlequins                                           | Harlequins                            | 28                                                | 28                                    |                  |                  |                                     |                                     |                                     |                                     |  |  |                                      |                                      |                                      |                                      |  |  |                                    |                                    |                                    |                                    |
|  |                                                      |                                       |                                                   |                                       |                  |                  |                                     |                                     |                                     |                                     |  |  |                                      |                                      |                                      |                                      |  |  |                                    |                                    |                                    |                                    |

### Huitièmes de finale
Les huitièmes de finale se jouent en une manche le week-end du 1er avril 2023. Les équipes les mieux classées lors de la phase de poule jouent à domicile.
| Club             | Score        | Club             |
| ---------------- | ------------ | ---------------- |
| Leinster Rugby   | 30 - 15      | Ulster Rugby     |
| Leicester Tigers | 16 - 6       | Édimbourg Rugby  |
| Stade toulousain | 33 - 9       | Bulls            |
| Sharks           | 50 - 35      | Munster Rugby    |
| Stade rochelais  | 29 - 26      | Gloucester Rugby |
| Saracens         | 35 - 20      | Ospreys          |
| Exeter Chiefs    | 33 - 33 (ap) | Montpellier HR   |
| Stormers         | 32 - 28      | Harlequins       |

### Quarts de finale
Les quarts de finale se jouent en une manche le week-end du 8 avril 2023. Les équipes les mieux classées lors de la phase de poule jouent à domicile.
| Club             | Score   | Club             |
| ---------------- | ------- | ---------------- |
| Leinster Rugby   | 55 - 24 | Leicester Tigers |
| Stade toulousain | 54 - 20 | Sharks           |
| Stade rochelais  | 24 - 10 | Saracens         |
| Exeter Chiefs    | 42 - 17 | Stormers         |

### Demi-finales
Les demi-finales se jouent en une manche le week-end du 29 avril 2023. Les équipes les mieux classées lors de la phase de poule ont l'avantage du terrain mais les stades sont désignés par l'EPCR.
Lors de la première demi-finale, les Toulousains sont éliminés pour la deuxième année consécutive à ce stade de la compétition par les Irlandais du Leinster, une défaite 41 à 22,. Ensuite, les Rochelais se qualifient pour la troisième saison consécutive en finale après avoir battu Exeter sur le score de 47 à 28.
| Demi-finale 1 29 avril 2023 16 h | Leinster Rugby | 41 - 22 (27 - 14) | Stade toulousain | Aviva Stadium, Dublin 46 823 spectateurs Arbitre : Wayne Barnes |
| Demi-finale 1 29 avril 2023 16 h | Essai(s) : 5 Conan (17e, 21e), Sheehan (27e), van der Flier (58e), Jenkins (64e) Transformation(s) : 5 Byrne (18e, 22e, 27e, 59e, 65e) Pénalité(s) : 2 Byrne (5e, 13e) | Rapport           | Essai(s) : 3 Ahki (9e), Meafou (35e), Willis (80e) Transformation(s) : 2 Ramos (10e, 36e) Pénalité(s) : 1 Ramos (56e) Carton(s) jaune(s) : 2 Ramos (16e), Neti (57e) | Aviva Stadium, Dublin 46 823 spectateurs Arbitre : Wayne Barnes |
| Demi-finale 1 29 avril 2023 16 h | | Rapport           | | Aviva Stadium, Dublin 46 823 spectateurs Arbitre : Wayne Barnes |

| Demi-finale 2 30 avril 2023 16 h | Stade rochelais | 47 - 28 (26 - 7) | Exeter Chiefs | Matmut Atlantique, Bordeaux 41 204 spectateurs Arbitre : Jaco Peyper |
| Demi-finale 2 30 avril 2023 16 h | Essai(s) : 7 Rhule (9e, 44e), Seuteni (23e), Alldritt (32e), Kerr-Barlow (39e, 68e), Bourgarit (54e) Transformation(s) : 6 Hastoy (10e, 24e, 40e, 45e, 55e, 69e) | Rapport          | Essai(s) : 4 S. Simmonds (6e), Iosefa-Scott (59e), Woodburn (70e), Yeandle (75e) Transformation(s) : 4 J. Simmonds (7e, 60e, 71e, 76e) Carton(s) jaune(s) : 1 Frost (31e) | Matmut Atlantique, Bordeaux 41 204 spectateurs Arbitre : Jaco Peyper |
| Demi-finale 2 30 avril 2023 16 h | | Rapport          | | Matmut Atlantique, Bordeaux 41 204 spectateurs Arbitre : Jaco Peyper |

### Finale
La finale se joue à guichets fermés le samedi 20 mai 2023 à l'Aviva Stadium, à Dublin,. Il s'agit de la même confrontation que l'an passé, où la Rochelle s'était imposé en fin de match 24 à 21, grâce à un essai d'Arthur Retière. Cependant, cette saison le Leinster joue la finale à domicile,. Les Rochelais s'imposent 27 à 26 grâce notamment à un essai de Georges-Henri Colombe à la 71e minute et remportent ainsi la compétition pour la deuxième fois d'affilée,.
| Finale 20 mai 2023 17:45 beIn Sports, France 2 | Leinster Rugby | 26 - 27 (23 - 14) | Stade rochelais | Aviva Stadium, Dublin 51 700 spectateurs Arbitre : Jaco Peyper |
| Finale 20 mai 2023 17:45 beIn Sports, France 2 | Essai(s) : 3 Sheehan (2e, 12e), O'Brien (7e) Transformation(s) : 1 Byrne (2e) Pénalité(s) : 3 Byrne (23e, 31e, 47e) Carton(s) jaune(s) : 1 Kelleher (71e) Carton(s) rouge(s) : 1 Alaalatoa (78e) | Rapport           | Essai(s) : 3 Danty (19e), Seuteni (38e), Colombe (72e) Transformation(s) : 3 Hastoy (19e, 38e, 72e) Pénalité(s) : 2 Hastoy (44e, 50e) Carton(s) jaune(s) : 2 Kerr-Barlow (10e), Danty (74e) | Aviva Stadium, Dublin 51 700 spectateurs Arbitre : Jaco Peyper |
| Finale 20 mai 2023 17:45 beIn Sports, France 2 | | Rapport           | | Aviva Stadium, Dublin 51 700 spectateurs Arbitre : Jaco Peyper |

## Statistiques et prix

### Meilleurs réalisateurs
Antoine Hastoy termine meilleur réalisateur de cette édition de la Champions Cup avec 97 points marqués, devançant Ross Byrne qui en a marqué 92.
| Rang | Joueur            | Club                  | Essais | Transf. | Pén. | Drops | Points |
| ---- | ----------------- | --------------------- | ------ | ------- | ---- | ----- | ------ |
| 1    | Antoine Hastoy    | Stade rochelais       | 1      | 25      | 14   | -     | 97     |
| 2    | Ross Byrne        | Leinster Rugby        | -      | 31      | 10   | -     | 92     |
| 3    | Thomas Ramos      | Stade toulousain      | 2      | 15      | 10   | -     | 70     |
| 4    | Curwin Bosch      | Sharks                | 1      | 15      | 9    | 1     | 65     |
| 5    | Joe Simmonds      | Exeter Chiefs         | -      | 23      | 3    | -     | 55     |
| 6    | Handré Pollard    | Leicester Tigers      | -      | 9       | 10   | -     | 48     |
| 7    | Owen Farrell      | Saracens              | -      | 8       | 8    | -     | 40     |
| 8    | Anthony Belleau   | ASM Clermont Auvergne | 1      | 4       | 7    | -     | 34     |
| 9    | Melvyn Jaminet    | Stade toulousain      | -      | 1       | 10   | -     | 32     |
| 10   | Emiliano Boffelli | Édimbourg Rugby       | -      | 5       | 7    | -     | 31     |

### Meilleurs marqueurs
Le meilleur marqueur d'essais de la compétition est l'Irlandais Josh van der Flier, avec 6 essais inscrits, soit un de plus que le Rochelais Tawera Kerr-Barlow et le joueur d'Exeter Sam Simmonds. Il fait partie de la meilleure attaque de la compétition : le Leinster, qui a marqué un total de 46 essais en 8 matchs, soit une moyenne de 5,75 essais par match.
| Rang | Joueur             | Club            | Essais |
| ---- | ------------------ | --------------- | ------ |
| 1    | Josh van der Flier | Leinster Rugby  | 6      |
| 2    | Tawera Kerr-Barlow | Stade rochelais | 5      |
| 2    | Sam Simmonds       | Exeter Chiefs   | 5      |
| 4    | Pierre Bourgarit   | Stade rochelais | 4      |
| 4    | Gavin Coombes      | Munster Rugby   | 4      |
| 4    | Elliot Daly        | Saracens        | 4      |
| 4    | Thomas Darmon      | Montpellier HR  | 4      |
| 4    | Ben Earl           | Saracens        | 4      |
| 4    | André Esterhuizen  | Harlequins      | 4      |
| 4    | Deon Fourie        | Stormers        | 4      |
| 4    | Jaden Hendrikse    | Sharks          | 4      |
| 4    | Jimmy O'Brien      | Leinster Rugby  | 4      |
| 4    | Garry Ringrose     | Leinster Rugby  | 4      |
| 4    | Ulupano Seuteni    | Stade rochelais | 4      |
| 4    | Dan Sheehan        | Leinster Rugby  | 4      |

### Meilleur joueur de la compétition
Les quinze nommés pour le prix EPCR du Joueur de l’année 2023 sont : Grégory Alldritt, Gavin Coombes, Caelan Doris, Elliot Daly, Antoine Dupont, Eben Etzebeth, Jaden Hendrikse, Siya Kolisi, Makazole Mapimpi, Julien Marchand, Emmanuel Meafou, Jamie Osborne, Garry Ringrose, Justin Tipuric et Josh van der Flier.
Le joueur du Stade rochelais, Grégory Alldritt, est élu joueur EPCR de l'année 2023, devançant le Toulousain Antoine Dupont, et les Leinstermen Josh van der Flier, Caelan Doris et Garry Ringrose,.
| Joueur           | Club            | Poste                | Parcours dans la compétition |
| ---------------- | --------------- | -------------------- | ---------------------------- |
| Grégory Alldritt | Stade rochelais | Troisième ligne aile | Vainqueur                    |